# Софійський технічний університет
Софійський технічний університет (болг. Технически университет — София) — найбільший технічний університет Болгарії.
Засновано 15 жовтня 1945 року як частина Вищої технічної школи. З 1953 року є незалежним ВНЗ. Своє сучасне ім'я та статус університету отримав 21 липня 1995 року. Має 14 основних факультетів і департамент, що розміщуються в Софії, Пловдиві та Сливені, й факультети (в Софії) з викладанням іноземною мовою.

## Факультети
Університет має такі факультети:
1. основні факультети в Софії (11):
  - автоматики
  - електронної техніки й технологій
  - електротехніки
  - енергетики й силових установок
  - комп'ютерних систем і контролю
  - технологій зв'язку
  - механіки
  - технологічний
  - менеджменту
  - транспорту
  - прикладної математики та інформатики
  - підрозділ (департамент) прикладної фізики
2. основні факультети у Пловдиві (2):
  - електроніки та автоматики
  - механіки та приладобудування
3. основний факультет у Сливені:
  - педагогічний
4. факультети з викладанням іноземною мовою (3):
  - німецькою
  - англійською
  - французькою

## Студенти
| Рік  | Кількість заяв | Наявні місця | Чоловік на місце | Спеціальності |
| ---- | -------------- | ------------ | ---------------- | ------------- |
| 2007 | 5 800          | 3 000        | 1,9              | 29            |